# Giro delle Fiandre 2022
Il Giro delle Fiandre 2022, centoseiesima edizione della corsa e valida come dodicesima prova dell'UCI World Tour 2022 categoria 1.UWT, si svolse il 3 aprile 2022 su un percorso di 272,5 km, con partenza da Anversa e arrivo a Oudenaarde, in Belgio. La vittoria fu appannaggio dell'olandese Mathieu van der Poel, che completò il percorso in 6h18'30", alla media di 43,197 km/h, precedendo il connazionale Dylan van Baarle e il francese Valentin Madouas.
Sul traguardo di Oudenaarde 103 ciclisti, su 167 partiti da Anversa, portarono a termine la competizione.
Due giorni prima della manifestazione la formazione Israel-Premier Tech ha annunciato la sua assenza alla corsa a causa della positività al COVID-19 di alcuni membri della propria squadra.

## Squadre e corridori partecipanti
| N.      | Cod. | Squadra                     |
| ------- | ---- | --------------------------- |
| 1-7     | QST  | Quick-Step Alpha Vinyl Team |
| 11-17   | TJV  | Jumbo-Visma                 |
| 21-27   | LTS  | Lotto Soudal                |
| 31-37   | IWG  | Intermarché-Wanty-Gobert    |
| 41-47   | ACT  | AG2R Citroën Team           |
| 51-57   | EFE  | EF Education-EasyPost       |
| 61-67   | TFS  | Trek-Segafredo              |
| 71-77   | -    | -                           |
| 81-87   | AFC  | Alpecin-Fenix               |
| 91-97   | UAD  | UAE Team Emirates           |
| 101-107 | TEN  | TotalEnergies               |
| 111-117 | IGD  | Ineos Grenadiers            |
| 121-127 | BEX  | Team BikeExchange-Jayco     |

| N.      | Cod. | Squadra                   |
| ------- | ---- | ------------------------- |
| 131-137 | AST  | Astana Qazaqstan Team     |
| 141-147 | TBV  | Bahrain Victorious        |
| 151-157 | BOH  | Bora-Hansgrohe            |
| 161-167 | COF  | Cofidis                   |
| 171-177 | GFC  | Groupama-FDJ              |
| 181-187 | MOV  | Movistar Team             |
| 191-197 | DSM  | Team DSM                  |
| 201-207 | BBK  | B&B Hotels-KTM            |
| 211-217 | BWB  | Bingoal Pauwels Sauces WB |
| 221-227 | SVB  | Sport Vlaanderen-Baloise  |
| 231-237 | ARK  | Team Arkéa-Samsic         |
| 241-247 | UXT  | Uno-X Pro Cycling Team    |

## Ordine d'arrivo (Top 10)
| Pos. | Corridore            | Squadra     | Tempo    |
| ---- | -------------------- | ----------- | -------- |
| 1    | Mathieu van der Poel | Alpecin     | 6h18'30" |
| 2    | Dylan van Baarle     | Ineos       | s.t.     |
| 3    | Valentin Madouas     | Groupama    | s.t.     |
| 4    | Tadej Pogacar        | UAE         | s.t.     |
| 5    | Stefan Küng          | Groupama    | a 2"     |
| 6    | Dylan Teuns          | Bahrain     | s.t.     |
| 7    | Fred Wright          | Bahrain     | a 11"    |
| 8    | Mads Pedersen        | Trek        | a 48"    |
| 9    | Christophe Laporte   | Jumbo       | s.t.     |
| 10   | Alexander Kristoff   | Intermarché | s.t.     |